# Bulbophyllum bandischii
Bulbophyllum bandischii là một loài phong lan thuộc chi Bulbophyllum.